# Chiappa Rhino
Armi Chiappa Rhino 30DS — револьвер італійської фірми Chiappa Firearms з 3-дюймовим стволом, калібру 357 Magnum. Забезпечує кращий баланс під час прихованого носіння та дозволяє краще контролювати віддачу за рахунок нижнього розміщення каналу ствола.

## Конструкція
Конструкція револьвера Rhino має нижчу вісь каналу ствола порівняно з іншими револьверами. Це означає, що ствол знаходиться прямо на одній лінії з кистю, зап'ястям та рукою стрілка. Це призводить до майже відсутності підйому дульного зрізу і оскільки енергія краще поглинається і контролюється всією рукою. Така конструкція покликана зменшити підкидання ствола при стрільбі шляхом направлення віддачі в руку, а не над нею. Іншою відмінною особливістю є гексагональний із закругленими кутами перетин барабана, що покликане знизити профіль зброї для зручності прихованого носіння.

## Технічні характеристики
| Найменування: Rhino 30DS X Special Edition (Stainless) 357MAG/3"BBL |
| ------------------------------------------------------------------- |
| Тип зброї: револьвер                                                |
| Патрон: .357 Magnum                                                 |
| Довжина ствола (см): 7,62                                           |
| Спуск: одинарної та подвійної дії (SA/DA)                           |
| Місткість патронів у барабан (шт): 6                                |
| Матеріал накладної рукояті: композит G10                            |
| Запобіжник: внутрішній                                              |
| Матеріал: нержавіюча сталь                                          |
| Повна довжина (см): 19,05                                           |
| Вага (кг): 1,27                                                     |